# ГП2
ГП2 е създадена през 2005 година с цел да замени Формула 3000 като категорията най-близо до Формула 1 и с цел да бъде последната стъпка в подготовката на бъдещите Ф1 пилоти. Целта бе изпълнена още през първия сезон, като ГП2 предложи невероятно оспорвана надпревара до последния кръг и 10 различни победителя през сезона. Болидът, конструиран от Далара, позволява на пилотите лесно да се следват, което води до много изпреварвания, а всичко това се отразява и върху популярността му сред моторспорт феновете.
ГП2 също е успешна и в промотирането на своите пилоти до Формула 1 – за момента всичките трима шампиони (Нико Росберг, Люис Хамилтън и Тимо Глок) са ставали Ф1 пилоти още следващия сезон, наред с още Хейки Ковалайнен и Нелсиньо Пикет.

## Болид
Настоящият болид Далара GP2/08, както и предишният, имат 3-годишен период на употреба в ГП2. След което същите шасита се използват за още 3 години в ГП2 Азия, а след този период Рено Спорт имат опция в договора за покупка с която отборите са задължени да продадат шаситата на Рено Спорт които целят те да не бъдат използвани в организирането на нов шампионат с тях, които да навреди на марката ГП2. Това е метод прилаган от Рено Спорт като отговор на създаването на различни Формула 3000 шампионати след края на цикъла на болидите от официалния Ф3000 шампионат.

### Шаси
За сезон 2008 компанията Далара е подготвила шасито GP2/08 за 13-те отбора от шампионата. Това е единственото шаси извън Формула 1 което е преминало краш-тестовете на ФИА за Ф1 2007. Шасито има последните аеродинамични решения, като има почти идентичен външен вид със съвременните болиди от Формула 1.

### Двигател
Двигателят е Рено V8 4 литра и е подготвен от дългогодишния партньор на Рено Спорт – Мегахром. Двигателят за сезон 2008 има мощност от около 600 к.с. и е контролиран е от Магнети Марели електронен блок.

### Гуми
Гумите са слик, производство на Бриджстоун. С тези гуми пилотите могат без проблем да завършат спринтовото състезание, но в основното състезание често в зависимост от работата на пилота не издържат и губят доста от представянето си. Този тип гуми има за цел да научи пилотите да използват пълния потенциал на гумите за дълъг период от време, така че възможно най-дълго да запазат качествата им.

## Състезателен формат
Всички състезания (без финалните кръгове през последните 3 години) са съпътстващи състезания към стартовете на Формула 1. Обикновено шефовете и персонала на отборите от Формула 1 наблюдават състезанията, а някои от тях имат и директно участие в отборите.
Уикендът започва с 30-минутна тренировка, след което следва 30-минутна квалификационна сесия. Този формат е често критикуван от младите пилоти които не познават достатъчно добре пистите. Квалификацията определя реда на стартиране в съботното основно състезание от 180 км, където всеки пилот е задължен да спре в бокса и да смени поне 2 от гумите си. Редът на стартиране в т.нар. спринт състезание в неделя от 120 км. е определен според класирането в основното състезание, като само реда на първите 8 пилота е обърнат, така че завършилият на 8-а позиция в съботния старт получава пол-позишън за неделния спринт.

## Точкова система
През първата година от съществуването си ГП2 въведе революционна точка система която цели да направи състезанията в неделя по-интересни и да изкара на преден план качествата на тези пилоти които умеят да водят битка за позиция. Първата позиция в квалификацията носи 2 точки, а най-бързата обиколка във всяко от двете състезания носи по 1 точка с изискването пилота да е завършил 90% от дистанцията.
Съботно основно състезание: 10-8-6-5-4-3-2-1 (точки се присъждат на първите 8).

Неделно спринт състезание: 6-5-4-3-2-1 (точки се присъждат на първите 6).
Идеалният уикенд за пилот би му донесъл общо 20 точки, това е било постигнато само 1 път от Нелсиньо Пикет през 2006 година в ГП на Унгария.

## Скорост
Заради гумите тип слик, новия болид и липсата на Тракшън Контрол във Формула 1, очакванията са на писта като Монте Карло времената на новия болид на ГП2 да бъдат изключително близки до Формула 1. През 2007 година времето на Такума Сато от квалификацията бе с 2,3 секунди по-бързо от пол-позишъна на Пастор Малдонадо, а пол-позишъна на Фернандо Алонсо само с 5 секунди по-бърз от времето на Малдонадо. На писта като Барселона която има най-големите изисквания към аеродинамиката, пол-позишъна от 2008 година на Кими Райконен бе с 6,9 сек. по-бързо от пол-позишъна с новата GP2/08 отново на Пастор Малдонадо, което бе с 4,2 секунди по-бавно от последния на квалификацията във Ф1.

## Отбори
През 2005 година ГП2 отвориха процедура по която да кандидатстват отборите желаещи за участие, тогава 13 отбора бяха приети като са взети предвид критерии от гледна точка на професионализма и маркетинговите възможности на отборите. На всеки 3 години участието на тези 13 отбора се преразглежда и тези, които са се представили незадоволително, могат да бъдат сменени с други отбори. Тази процедура бе извършена в края на 2007 година, като нито един отбор не бе заменен. Решението предизвика учудване сред много експерти заради незадоволителното представяне на БСН Компетишън, и желанието на отбора Карлин Моторспорт да участва.

## Бизнес
Инвеститори в категорията са Бърни Екълстоун, Флавио Бриаторе и Бруно Мишел. В края на 2007 година те продадоха дяловете си на CVC Capital Partners които са и собственици на Формула1, за $300 милиона. Бруно Мишел остава изпълнителен директор, докато Formula One Promotions and Administration на Бърни Екълстоун остава собственик на интелектуалните права върху марката ГП2. Заради стратегическите интереси на Формула 1 към Азия, бе създадена категорията ГП2 Азия с цел да бъде даден шанс на младите пилоти от Азия.
Цената за млад пилот да участва в шампионата започва от около 1,5 млн. евро и може да достигне над 2 млн., в зависимост от отбора, в който желае да участва. Заради голямото си отразяване, повечето отбори имат собствени спонсори, а някои от тях дори наемат пилотите за да участват.